# عملية باغراتيون
عملية باغراتيون أو باغراسيون (الروسية: Операция Багратион) هي عملية شنتها القوات السوفيتية على القوات الألمانية الموجودة في بيلاروسيا صيف عام 1944، وانتهت بطرد القوات الألمانية ووصول السوفيت إلى حدود ألمانيا النازية. وقد سميت العملية تخليداً لذكرى قائد روسي من القرن التاسع عشر.

## الخلفية
- بعد هزيمة القوات الألمانية في معركة كورسك صيف عام 1943، فقد الألمان زمام المبادرة وصاروا يتراجعون باستمرار، وأصبح للروس حرية كبيرة في التحرك في أي وقت يناسبهم.
- مما زاد متاعب الألمان الالتزامات العسكرية على الجبهات الأخرى، كجبهة إيطاليا، وجبهة النورماندي التي فتحت بعد نجاح غزو نورماندي في 6 يونيو 1944. وقد تم تحويل وحدات جوية من الجبهة الروسية لمواجهة هذا الغزو.
- لم يكن الألمان بغافلين عن رغبة الروس في شن هجوم كبير في الصيف، لكنهم لا يعرفون مكانه، ولا زمانه بالتحديد، وقد حذر القائد الألماني إرنست بوش (بالألمانية: Ernst Busch)، قائد مجموعة الجيوش الوسطى المتواجدة في بيلاروسيا، القيادة الألمانية من احتمال أن يقوم الروس بالهجوم في قطاعه، إلا أن القيادة الألمانية قدرت أن يكون موقع الهجوم هو شمال أوكرانيا، أو على رومانيا، حيث أن احتلال رومانيا، التي يوجد بها حقول النفط التي تعتمد عليها ألمانيا في مجهودها الحربي، هو التصرف المنطقي الذي يجب أن يقوم به الروس.
- لكن القيادة الروسية لم تكن مستعجلة على احتلال حقول نفط رومانيا، فقرر القادة الروس الهجوم على روسيا البيضاء.

## ميزان القوى
- من ناحية القوة البشرية كان الجانبان متعادلان تقريباً، ففي حين كان لدى الروس 1,254,000 جندي، كان لدى الألمان 1,200,000.
- لكن هذا التكافؤ لا يعطى صورة واقعية للوضع، فمن ناحية العتاد كان الروس يتفوقون بشكل واضح فلديهم 28,600 مدفع مقابل 10,000 للألمان، و4,000 دبابة مقابل 900 للألمان، و5,300 طائرة مقابل 1,300 للأمان.
- إضافة إلى كل ذلك كانت خطوط المواصلات للألمان قد تعرض أجزاء منها للتخريب على يد ثوار المقاومة الشعبية، لذلك عانت مجموعة الجيوش الوسطى من نقص في الإمدادات.

## توزيع القوات

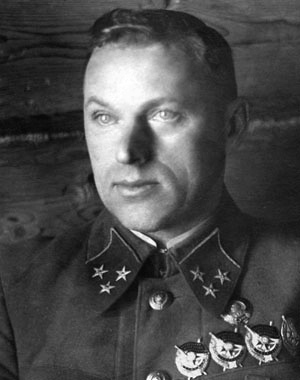
روكوسوفسكي، قائد إحدى مجموعات الجيوش الروسية

كان هناك أربع مجموعات جيوش روسية مكلفة بقيادة العملية، وهي:
- جبهة بيلوروسيا الأولى بقيادة روكوسوفسكي Rokossovsky.
- جبهة بيلوروسيا الثانية بقيادة زاخاروف Zakharov.
- جبهة بيلوروسيا الثالثة بقيادة شرنياكوفسكي Chernyakovsky.
- جبهة البلطيق الأولى بقيادة باغراميان Bagramyan.

ملحوظة:الجبهة يعني مجموعة جيوش عند القوات الروسية خلال الحرب العالمية الثانية.
في المقابل يواجههم الألمان بثلاث مجموعات جيوش:
- مجموعة الجيوش الشمالية بقيادة لندمان Lindemann.
- مجموعة الجيوش الوسطى بقيادة بوش.
- مجموعة الجيوش شمال أوكرانيا بقيادة فالتر مودل Walter Model.

## بدء الهجوم

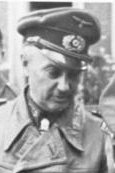
فالتر مودل، خلف بوش في قيادة مجموعة الجيوش الوسطى

- بدأ الهجوم صباح يوم 23 يونيو 1944 بشكل أساسي على مجموعة الجيوش الوسطى، وفوجئ الألمان بهذا الهجوم، وفي يوم 25 يونيو حاصرت قوات باغراميان خمس فرق ألمانية في فيتبسك Vitebsk (هي الآن في بيلاروسيا)، وقد حاولت مجموعة منهم قدرها 8,000 جندي فك طوق الحصار والهرب لكنها فشلت.
- أما مجموعة شرنياكوفسكي فقد عبرت نهر بيريزينا Berezina يوم 28 يونيو. وفي نفس اليوم سقطت مدينة موجليف Mogilev في يد مجموعة زاخاروف.
- أما مجموعة روكوسوفسكي فقد حاصرت خمس فرق ألمانية قضت عليها في يومين، واستولت على 24,000 أسير.
- في خلال ستة أيام من بدء الهجوم كان الروس قد تقدموا على طول الجبهة من 100 إلى 140 كم تقريباً.

## تغير القيادة الألمانية
- في 28 يونيو قام الزعيم النازي أدولف هتلر، رغبة منه في أن يصد الهجوم بأي ثمن، بعزل بوش وأحل محله مودل في قيادة الجيوش الوسطى، مع احتفاظه بقيادة مجموعة جيوش شمال أوكرانيا لكي ينقل ما شاء من الجنود من منها إلى المجموعة الأولى.
- قام الألمان كذلك محاولة منهم لإنقاذ الوضع بسحب قوات من جبهة نورماندي المشتعلة إلى الجبهة الشرقية، ولم يكن لهذه التحويلات أي تأثير جوهري.

## استئناف الهجوم
- في 3 يوليو استأنفت مجموعتا زاخاروف وشرنياكوفسكي بغرض تطويق القوات الألمانية في عاصمة بيلاروسيا منسك، ونجحوا في تطويق أكثر من 100,000 جندي ألماني. وفي يوم 11 يوليو كانت المقاومة الألمانية قد انتهت بعد أن خسر الألمان حوالي 35,000 قتيل، و70,000 أسير.
- في 13 يوليو حاصر الروس 15,000 ألماني في فيلنا عاصمة ليتوانيا (وكانت قبل الحرب تقع ضمن بولندا).
- في الجنوب وصلت القوات الروسية في 28 يوليو إلى برست ليتوفسك Brest Litovsk، أما في الشمال فقد وصلوا في 31 يوليو إلى شاطئ ريغا (عاصمة لاتفيا) ، وبهذا تم فصل مجموعة الجيوش الشمالية عن الوسطى، وأصبحت الأولى محاصرة حتى نهاية الحرب، ويمكن اعتبار هذا أكبر إنجازات هذه الحملة.
- بحلول 29 أغسطس كان الروس قد تقدموا حوالي 600 كم منذ بداية الحملة، وقد اخترقوا حدود ألمانيا النازية، وصاروا إلى الشرق من وارسو عاصمة بولندا بحوالي 21 كم فقط.

## ثورة وارسو

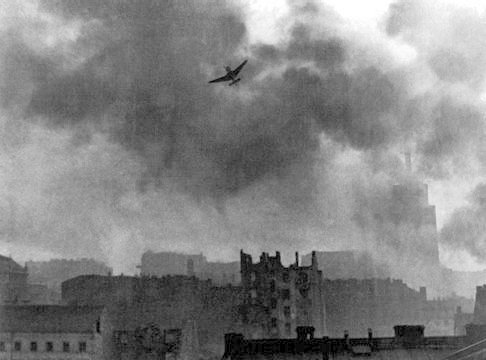
طائرات شتوكا ألمانية تقصف وارسو إبان ثورة أهلها

- في 1 أغسطس 1944 اندلعت ثورة شعبية في وارسو ضد الحكم النازي، ونجحت الثورة التي استمرت شهرين تقريباً، من تحرير حولي 60% من العاصمة، إلا أن هذه الثورة قمعت في 2 أكتوبر.
- رغم أن الروس قدموا الدعم للثوار باعتبارهم حلفاء للبولنديين، إلاّ أن هذا الدعم لم يكن فعالاً، حيث أسقطت الإمدادات من الأغذية والأسلحة من الجو في 14 سبتمبر (بعد ستة أسابيع من بدء الثورة)، وكان بعضها يتعرض للتلف عند وصولها إلى الأرض، لكن الدعم الحقيقي الذي كان يمكن للروس عمله هو التقدم وتحرير بولندا (أو وارسو على الأقل) من الحكم النازي لكن لم يفعل الروس ذلك!
- لعل السبب الذي جعل القيادة الشيوعية، وعلى رأسها جوزيف ستالين، أن لا تتم مساعدة ثوار بولندا، هو أن هؤلاء الثوار كانوا يحضون بدعم من الحلفاء الغربيين (بريطانيا والولايات المتحدة)، ولم يريد الشيوعيون أن يكون للبولنديين أي حرية في أن يؤسسوا حكومة قوية لا تدين بالولاء للشيوعية.

## ما بعد الحملة
- حققت هذه الحملة انتصارًا عسكريًا كبيرًا، واتجه ستالين بفكره في أغسطس 1944 إلى مهاجمة رومانيا وباقي دول البلقان.
- أما وارسو ستبقى في ظل الاحتلال النازي حتى يناير 1945.